# Europese kampioenschappen powerlifting 2007
De Europese kampioenschappen powerlifting 2007 waren door de European Powerlifting Federation (EPF) georganiseerde kampioenschappen voor powerlifters. De 30e editie van de Europese kampioenschappen vond plaats in de Poolse stad Kościan van 8 tot 12 mei 2007.

## Uitslagen

### Heren
| klasse   | Goud                | Zilver             | Brons              |
| -------- | ------------------- | ------------------ | ------------------ |
| -56 kg   | Dariusz Wszola      | Roy Brandtzaeg     | Frédéric Tinebra   |
| -60 kg   | Eric Bacinsky       | Dominik Golak      |                    |
| -67,5 kg | Hassan El Belghitti | Phillip Richard    | Peep Päll          |
| -75 kg   | Jaroslaw Olech      | Jacek Spychala     | Todor Vasilev      |
| -82,5 kg | Jan Wegiera         | Jouni Kvist        | Frédéric Gandner   |
| -90 kg   | Andrew Ivanets      | Mario Kurzendörfer | Pjotr van den Hoek |
| -100 kg  | Anibal Coimbra      | Jacek Wiak         | Petr Theuser       |
| -110 kg  | Ivailo Hristov      | Orhan Bilican      | Marian Czarkowski  |
| -125 kg  | Asbjørn Randen      | Clive Henry        | Dean Bowring       |
| +125 kg  | Ove Lehto           | Jari Martikainen   | Johnny Wahlqvist   |

### Dames
| klasse   | Goud                       | Zilver              | Brons                 |
| -------- | -------------------------- | ------------------- | --------------------- |
| -48 kg   | Raija Koskinen             | Bénédicte Lepanse   | Carola Lindström      |
| -52 kg   | Hanna Rantala              | Mervi Sirki         | Marie Eriksson        |
| -56 kg   | Virpi Kehänen              | Mervi Rantamaki     | Cécile Courqueux      |
| -60 kg   | Gundula Fiona Von Bachhaus | Linda Hoiland       | Laura Locatelli       |
| -67,5 kg | Antonietta Orsini          | Gillian Wright      | Inna Terasmaa         |
| -75 kg   | Ingunn Haakonsen           | Bente Arntsen       | Maria Virtanen        |
| -82,5 kg | Inger Blikra               | Heidi Hille Arnesen | Jean Maton            |
| -90 kg   | Ielja Strik                | Maria Pileva        | Brenda van der Meulen |
| +90 kg   | Joanne Schaefer            | Anna Sliwinska      | Marie Thornton        |